# Războiul împotriva Rulilor
Războiul împotriva rulilor (engleză The War against the Rull) este un roman științifico-fantastic scris de A. E. van Vogt care a apărut prima oară în 1959.
Războiul împotriva rulilor se bazează pe câteva povestiri scrise de A. E. van Vogt în anii 1940-1950. În ordinea capitolelor din carte, aceste povestiri sunt:
- Capitolele 1-4: Co-Operate - Or Else! (1942)
- Capitolul 5: material de legătură
- Capitolele 6-7: The Gryb (1940) - apărută și cu titlul Repetition
- Capitolele 8-13: The Second Solution (1942)
- Capitolele 14-16: The Green Forest (1949)
- Capitolele 17-18: The Sound (1950)
- Capitolul 19: material de legătură
- Capitolul 20: The Rull (1948)

În 1978, van Vogt a mai adăugat seriei un capitol, conținând povestirea The First Rull.

## Povestea
Într-un viitor îndepărtat, Pământul se află la conducerea unui imperiu uriaș în care majoritatea raselor extraterestre cooperează. Totuși, există două rase care amenință expansiunea imperiului: ezwalii telepați și necruțătorii ruli, care masacrează orice formă de viață inteligentă pe unde trec.
După ce echipajul unei nave a fost masacrat de un ezwal, pământeanul Jamieson ajunge pe suprafața planetei Eristan II. Deoarece viața sa este amenințată de numeroșii monștri care populează planeta, el încearcă să se alieze cu ezwalul, care este bine adaptat acestui habitat. Deoarece ezwalul este incapabil să conducă o navă spațială, acceptă să se alieze cu omul pentru a părăsi planeta.
După ce îl lasă pe ezwal pe planeta sa natală, Jamieson propune stabilirea păcii între rasele lor. Ezwalii i-au masacrat deseori pe oameni, așa încât primesc cu reținere propunerea omului, pe care îl trimit pe un satelit inospitalier unde acesta este nevoit să se confrunte cu un gryb - o creatură aparent indestructibilă - pentru a-și câștiga adepți.
Deoarece Jamieson reușește în tentativa lui, o femelă ezwal și copilul ei sunt trimiși pe Pământ pentru a discuta cu oamenii propunerea de pace. Nava lor se prăbușește în partea septentrională a Americii de Nord, iar micuțul se regăsește singur în condiții climaterice nefavorabile, cu oamenii pe urmele sale. Jamieson îl salvează și îi convinge pe oameni că este o creatură inteligentă, aparținând unei rase cu care e nevoie să se semneze un tratat de pace.
În continuare, Jamieson ajunge pe planeta Mira, locația unei arme defensive decisive. În jungla de pe planetă trăiesc carnivore feroce, din fața cărora omul scapă în timp ce încearcă să elimine o rețea de spionaj rul.
Pe Pământ, fiul lui Jamieson este prins într-un joc mortal, din care scapă cu ajutorul unui mic telepat ezwal. Pentru a descoperi existența rasei invizibile a ploienilor, care cauzează defecțiuni electrice, Jamieson folosește puterile telepatice ale ezwalilor. După ce reușește să ia contactul cu această rasă, Jamieson primește ordinul de a merge pe o planetă proaspăt descoperită, care ar putea servi ca bază interplanetară. Aici el se confruntă cu conducătorul rulilor, într-o bătălie aranjată de acesta. Deși se află în dezavantaj, Jamieson apelează la cunoștințele sale legate de condiționarea lui Pavlov pentru a schimba percepția rulului legată de oameni. În cele din urmă, reușește să scape cu ajutorul unei nave de transport inamice după ce apelează la capacitățile ploienilor.
Câțiva ani mai târziu, rulii și oamenii încep să pună punct conflictului, primii preferând să cucerească alte galaxii.

## Personaje
Personajul principal al romanului și al povestirilor este Trevor Jamieson, dar van Vogt apelează și la alte personaje, printre care fiul lui Jamieson. Însă, pe tot parcursul romanul, adevărul despre Jamieson rămâne ascuns; el pretinde că ar avea un masterat în fizică, inclusiv în mecanica cerească și în explorarea interstelară, „un subiect extrem de specializat” adaugă el.

## Opinii critice
SF Site critică romanul pentru lipsa legăturii între povestirile care îi dau formă, apreciind că ar fi avut un anumit nivel "dacă povestea ar fi fost mai bună și ar fi fost narată folosind personaje mai atractive. Așa cum se prezintă, conține câteva imagini frumoase, câteva idei bune, dar în marea sa parte este un nonsens care își are rădăcinile în sensibilitatea anilor '40".

## Traduceri în limba română
- 1988 - Războiul împotriva rulilor - Editura Univers, "Colecția romanelor științifico-fantastice" nr. 12, traducere Ruxandra Vasilescu-Potlog, 208 pag.
- 1995 - Războiul împotriva rullilor - Editura Vremea, traducere Ruxandra Vasilescu-Potlog, 224 pag., ISBN 973-9162-38-x